# Putú
Putú es un pueblo de la zona central de Chile, ubicado en comuna de Constitución, Región del Maule, aproximadamente a 20 km de la capital comunal y a 114 km de Talca, la capital regional. Según el censo 2017, posee 2083 habitantes.

## Descripción
Putú es un pueblo típico y bucólico de la zona central de Chile, cuyas construcciones son mayoritariamente de adobe, cemento y poseen hermosas fachadas. En sus cercanías está situada una de las zonas más extensas de dunas de Chile, que se extienden por 30 km, desde las riberas del río Maule hasta La Trinchera, larga y habitualmente solitaria playa. En los humedales, aledaños a estas dunas, tienen su reserva numerosas especies de aves acuáticas como garzas, cisnes de cuello negro, patos liles, pidenes, taguas y tapaos.
Abundantes también la población de treyles (queltegue o terotero) que anida en las vegas entre el pueblo y los pajonales.

## Historia
Putú es un pueblo muy antiguo, cuya denominación derivaría del mapudungun «Putué», del plural mapuche «Pu» y tierra «tue», o sea las tierras. También podría interpretarse como tierras bajas o de pantanos.
En 1891 el pueblo fue designado cabecera de la comuna del mismo nombre. Francisco Astaburuaga definió al pueblo a fines del siglo XIX de la siguiente forma:

Putú.-—Aldea costanera del departamento de Curepto situada 30 kilómetros al SO. de su capital, 14 al N. de la boca del Maule y menos de Junquillar. Está situada á cerca de 4 kilómetros del Pacífico sobre el tramo longitudinal de terreno bajo y algo arenoso que se extiende entre la serie de los sucesivos lagunajos y de las dunas, contiguos á la orilla de aquel y que le interceptan su vista y el ribazo escarpado de las lomas ó serranía del lado oriental, escomido por las aguas y que da muestras de haber sido verberado por el mar en épocas prehistóricas. Consta de 1,000 habitantes, iglesia, concluida en 1850 y que ha sustituido como parroquial á la de Talpen, dos escuelas gratuitas, estafeta y oficina de registro civil. La baña un pequeño riachuelo de su mismo nombre que baja de la serranía del oriente y se pierde en la marisma del lado NO. cerca de Huenchullamí. Yace en el camino que va por Curepto desde Talca á Constitución. Es asiento de municipio, que comprende las subdelegaciones 7ª, 8ª 9ª y 10ª del departamento de Curepto. Su nombre es propiamente Putué, del plural araucano y tue, las tierras. 
Francisco Solano Asta-Buruaga y Cienfuegos, Diccionario Geográfico de la República de Chile (1899 ) 

En el año 1925, el departamento de Curepto, de la antigua provincia de Talca, quedó dividido en las comunas de: Gualleco, Curepto, Putú y Toconey. Con el tiempo, perdería Curepto su calidad de departamento, y Gualleco, Putú y Toconey, su categoría de comunas. Todas las localidades nombradas han sufrido un progresivo despoblamiento, al igual que numerosas otras comunas chilenas de vocación rural, relativamente alejadas de centros urbanos importantes y preferentemente alojadas en los valles de la cordillera de la Costa.

### Terremoto de Chile de 2010
El 27 de febrero de 2010 a las 03:34:14 hora local ocurrió un potente sismo que se acompañó con un tsunami posterior que causó grandes daños en la localidad.

## Economía
Actualmente, Putú y su zona circundante constituyen un importante polo forestal. Sus habitantes, mayoritariamente, trabajan en, y/o dependen de la Celulosa Arauco y Constitución, industria que posee fábricas en Constitución y en Licantén, ciudades ubicadas al sur y al norte de Putú, respectivamente. Anteriormente, hasta los años 60, los ingresos de Putú se basaban en la agricultura, principalmente el cultivo de lentejas y otras legumbres, y en la extracción de machas, en sus extensas costas. En la Caleta Putú, a 12 km del pueblo, se extraen especies como lenguado, corvina, pejegallo y róbalo.

## Religión

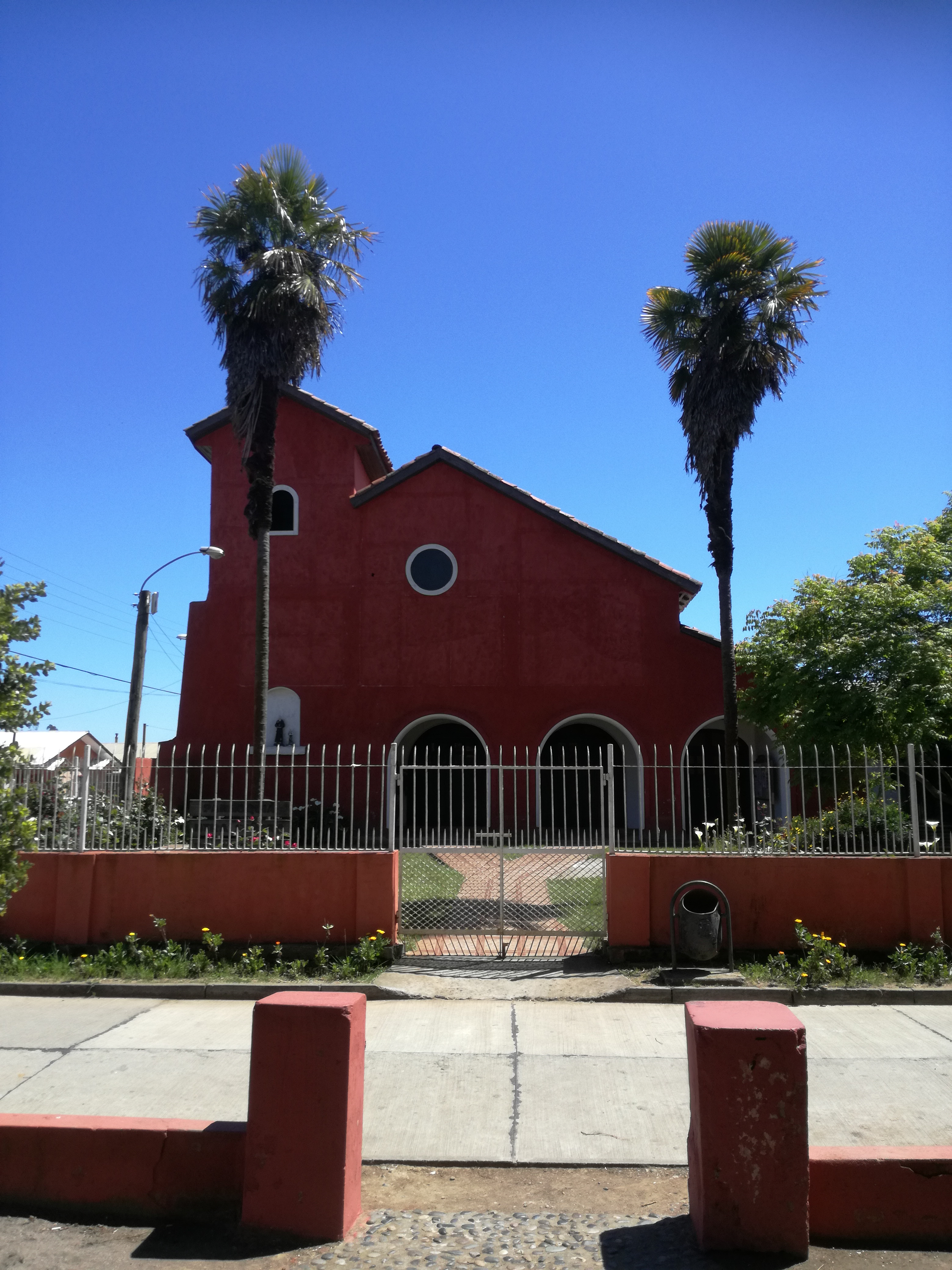
Parroquia de Putú.

La iglesia parroquial de Putú pertenece, desde 1963, a la diócesis de Linares y alberga la imagen de Nuestra Señora del Tránsito, a la cual se homenajea cada año, en el contexto de una celebración tradicional que muestra la religiosidad de la gente de este sector urbano porque posee más de 2000 habitantes. En ella participan comunidades religiosas organizadas de toda la diócesis, los habitantes del lugar, y autoridades eclesiásticas, todos ellos acompañados de huasos a caballo.

### Procesión Virgen del Tránsito en Putú
Esta es una celebración que está inserta en la religiosidad de la gente de este sector rural. Es una actividad folklórica, donde se le rinde homenaje a la patrona del pueblo, acompañada por huasos a caballo, las autoridades eclesiásticas y el grueso del pueblo. Es una ocasión de fiesta que se prepara con muchos días de anticipación, con la participación de las comunidades religiosas organizadas de toda la diócesis.

## Ecología
Las arenas de Putú son ricas principalmente en hierro, lo cual ha despertado el interés de una empresa minera, Sairon Steel, la cual se encuentra haciendo estudios de prospección y en proceso de obtención de los permisos necesarios para el inicio de sus actividades. Sin embargo, durante el año 2017, se creó el Santuario de la Naturaleza Humedales de Putú y Huenchullamí, que crea un espacio de conservación de las zonas humedales.

## Turismo
Los humedales de Putú junto con sus dunas atraen a muchas personas adeptas al ecoturismo.